# Lisa the Skeptic
«Lisa the Skeptic» (рус. Лиза — скептик) — восьмой эпизод девятого сезона мультсериала «Симпсоны». Впервые вышел в эфир 23 ноября 1997 года. Сценарий написал Дэвид С. Коэн, а режиссёром серии стал Нейл Аффлек.

## Сюжет
Пытаясь как-нибудь побороть преступность в Спрингфилде, шеф Виггам рассылает всем преступникам города поддельные выигрышные билеты на «Бесплатную раздачу лодок». Гомер тоже попадается на эту уловку — он 235 раз неправильно парковался и поэтому тоже получил «билет на лодку». Конечно же, лодку ему не выдают, еще и заставляют его заплатить штраф 175 долларов. По дороге домой Лиза обнаруживает, что на месте обнаружения полезных ископаемых начинают строить новый универмаг. Разумеется, она начинает протестовать против стройки, и рабочие довольно быстро соглашаются перед стройкой провести раскопки по выявлению возможно оставшихся ископаемых. Лиза призывает Директора Скиннера организовать раскопки. Отличников отправляют на раскопки «в награду за прилежную учебу», а двоечников (среди них Барт, Милхаус и Нельсон) — также отправляют, но уже «в наказание». На раскопках Лиза обнаруживает обычный скелет человека. С крыльями! Горожане решают, что это скелет ангела. Лиза отказывается верить в то, что это скелет ангела, а пока горожане думают о том, кому же он будет принадлежать, сообразительный Гомер увозит скелет на своей машине.
С помощью скелета Гомер начинает наживаться, показывая его горожанам за деньги. Но Лиза категорически отказывается принять то, что это скелет ангела. Лиза пытается научно доказать, что горожане неправы, но доходит до того, что горожане разрушают все научные заведения в городе. Тогда Лиза решает уничтожить ангела при помощи кочерги Барта, но происходит невероятное — скелет пропадает!
Горожане решают, что это Лиза похитила ангела, и чуть не сажают её в тюрьму. Но на суде горожане замечают, что ангел появился рядом со зданием суда. Но теперь рядом с ним появилось послание: «Конец настанет на закате!» Все решают, что близится Судный день, и начинают готовиться к нему. На закате все собираются у ангела и ждут Апокалипсиса. Вначале ничего не происходит, но позже выясняется, что вся эта история со скелетом ангела — не больше, чем рекламный трюк нового торгового центра, ранее строившегося на месте раскопок. Все горожане клюют на эту рекламу, и на 20% скидки тоже. Мардж признает, что Лиза была права, а Лиза признает, что немного поверила в ангела, и они уходят домой.

## Интересные факты
Найденный ангел является отсылкой к известной истории Гиганта из Кардиффа.